# Jet Li’s The Enforcer
A Jet Li's The Enforcer (kínaiul: 给爸爸的信, pinjin: Gĕi bàba de xìn, magyaros átírásban: Kej papa tö hszin, szó szerinti jelentése: „Levél Apámnak”; alternatív címek: The Enforcer, My Father Is a Hero) egy 1995-ben bemutatott hongkongi akciófilm, Jet Livel a főszerepben.

## Történet
Kung Wei (Jet Li) a hongkongi rendőrség tagja, beépül az alvilágba. Hogy elnyerje a nagyfőnök bizalmát, kénytelen foglyul ejteni Fong nyomozónőt.